# Тиа Танака
Тиа Танака (на английски: Tia Tanaka) е артистичен псевдоним на Доун Ан Нгуйен (Dawn Ann Nguyen) – американска порнографска актриса от френско-виетнамски произход.

## Биография
Родена е на 15 март 1987 г. на територията на Индонезия, като родители ѝ са от Виетнам. Майка ѝ е от френско-виетнамски произход, а баща ѝ е изцяло виетнамец. Още докато майка ѝ е бременна с нея, баща ѝ напуска семейството и заживява с друга жена. Когато Тиа Танака е на една година заедно с майка си емигрира в САЩ. Първо живеят в Ню Йорк, а след това се преместват в Лонг Бийч, Калифорния, където завършва началното си образование.  След това посещава средно училище в Лос Анджелис, където се запознава и сприятелява с Кити Джунг, която след като става порно актриса поканва и Тиа да се пробва в порноиндустрията.
Тиа Танака започва своята кариера като порноактриса през 2005 г., когато е на 18 години.
Заедно с порнографската си кариера Тиа продължава и своето образование. През 2006 г. се записва да учи психология в университет в САЩ.
На 5 ноември 2009 г. обявява на страницата си в twitter.com, че е увеличила размера на своите гърди, като са поставени импланти в тях. Има няколко татуировки - голям дракон на гърба, буквата "S" на лявото бедро, голям леопард на дясното бедро, три диаманта в дясната част корема. 
Макар, да не е обявявала официално, че прекратява своята кариера в порноиндустрията, след 2009 г. тя не е снимала нито една порнографска сцена.
Поставена е на 30-о място в класацията на списание „Комплекс“ – „Топ 50 на най-горещите азиатски порнозвезди за всички времена“, публикувана през септември 2011 г.

## Награди и номинации
- 2007: Adam Film World награда за най-добра азиатска звезда.[9]
- 2007: Финалистка за F.A.M.E. награда за любима жена новобранец.[10]